# Curuppumullage Jinarajadasa

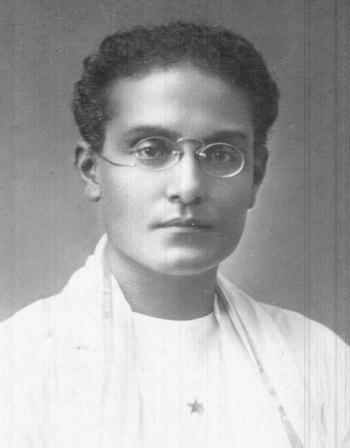
Curuppumullage Jinarajadasa

Curuppumullage Jinarajadasa (singhalesisch කුරැප්පුමුල්ලගේ ජිනරාජදාස Kuræppumullaśē Jinarājadāsa; * 1875 oder 1877 auf Sri Lanka; † 18. Juni 1953 in Wheaton, Illinois, USA) war ein singhalesischer Autor, Freimaurer, Theosoph und 1946 bis 1953 Präsident der Theosophischen Gesellschaft Adyar (Adyar-TG).

## Leben

### Kindheit und Jugend
Jinarajadasa wurde unterschiedlichen Angaben zufolge entweder 1875 oder 1877 in Sri Lanka in einer singhalesischen, buddhistischen Familie geboren. 1889 traf er Charles Webster Leadbeater, der auf Sri Lanka für die Theosophische Gesellschaft wirkte und schloss sich diesem an. Leadbeater übernahm die Erziehung des jungen Jinarajadasa und im selben Jahr fuhren beide nach England.

### Studium, Arbeit und Ehe
In England schrieb sich Jinarajadasa 1896 am St John’s College in Cambridge ein, studierte Orientalische Sprachen sowie Rechtswissenschaft und schloss 1900 das Studium mit dem Master of Arts ab. Daraufhin wurde er Rektor des von Henry Steel Olcott in Colombo gegründeten Ananda College. Von 1902 bis 1904 studierte er an der Universität Pavia, hier erlernte er Italienisch und Französisch, später auch Spanisch und Portugiesisch. 

1916 oder 1917 heiratete er die englische Frauenrechtlerin Dorothy M. Graham, später auch bekannt als Dorothy Jinarajadasa, die mit ihm für die Theosophie arbeitete und ihn auf praktisch allen seinen Reisen begleitete. Dorothy war als Sekretärin Annie Besant’s tätig und  gründete mit dieser zusammen am 8. Mai 1917 in Adyar die Women’s Indian Association (WIA) (auch Indian Women’s Association genannt), die erste rein feministische Frauenrechtsorganisation Indiens.

### Der Theosoph
Nach seinem Studium in Pavia fuhr er 1904 in die USA, besuchte zahlreiche Logen der Adyar-TG und hielt Vorträge für die Theosophie. In den folgenden Jahrzehnten reiste er mehrmals rund um die Welt und besuchte dabei als einer der ersten Vertreter der Adyar-TG auch Südamerika. Dort gründete er in mehreren Ländern theosophische Logen, die zum Teil bis heute (2006) bestehen und legte damit den Grundstein für die heute in sieben Ländern dieses Kontinents bestehenden Sektionen. Von 1921 bis 1928 war er unter Besant Vizepräsident der Adyar-TG, danach Gesandter Besants. Während des Zweiten Weltkrieges lebte er in London. Dem Drängen zahlreicher Mitglieder nachgebend, kandidierte er nach dem Tod von George Arundale am 12. August 1945, trotz gesundheitlicher Probleme, für das Amt des Präsidenten. 1946 wurde er in diese Position gewählt. Während seiner Präsidentschaft gründete er 1949 die School of the Wisdom (Schule der Weisheit) auf dem Campus in Adyar, diese besteht bis heute (2006). Nach Ablauf seiner siebenjährigen Amtszeit, am 17. Februar 1953, kandidierte er wegen seiner angeschlagenen Gesundheit kein zweites Mal. Als neuer Präsident wurde Nilakanta Sri Ram gewählt.

### Der Freimaurer
1904 trat Jinarajadasa in Cleveland der dortigen Loge des Le Droit Humain bei. Während seines weiteren Lebens setzte er sich weltweit für die Verbreitung der Freimaurerei ein und stiftete mehrere Logen.

### Der Schriftsteller
Jinarajadasa hinterließ zahlreiche Werke zu Theosophie, Theologie, Philosophie, Okkultismus und Esoterik, darunter auch solche über Elementargeister. Mit Leadbeater führte er zahlreiche Versuche durch, um die Struktur der Materie zu ergründen, Gedanken dazu finden sich im Werk Okkulte Chemie. 

## Tod und Nachfolge
Kurz nach Ende seiner Amtszeit als Präsident, am 17. Februar 1953, starb Jinarajadasa in den USA während einer Vortragsreise am 18. Juni 1953 im Alter von 77 Jahren. Sein Leichnam wurde in Wheaton verbrannt und die Asche auf dem Campus der amerikanischen Sektion der Adyar-TG in Wheaton verstreut. Vor allem in Südamerika, wo er in hohem Ansehen steht, sind mehrere Logen nach ihm benannt. Die Nachfolge als Präsident der Theosophischen Gesellschaft Adyar übernahm Nilakanta Sri Ram.

## Werke (Auswahl)
- Die okkulte Entwicklung der Menschheit. Adyar-Verlag, Graz 1947.
- Die Welt als Vorstellung, Gefühl und Wille. Adyar-Verlag, Graz 1977, ISBN 3-85005-057-2.
- Grundlagen der Theosophie. Pieper Ring-Verlag, Düsseldorf 1926.
- Goethes Faust, gedeutet als eine Reihe von Geschehnissen in aufeinanderfolgenden Inkarnationen Fausts. Adyar-Verlag, Graz 1952.
- In seinem Namen. Adyar-Verlag, Graz 1973, ISBN 3-85005-046-7.